# لبابة الكبرى
لُبَابَة الكُبْرى الهلالية (ت. نحو 30 هـ / نحو 650 م) هي زوجة العباس بن عبد المطلب ووالدة ابن عباس والفضل بن العباس. تسمى الكبرى تمييزاً لها من أخت لها لأبيها تعرف بالصغرى.
هي لُبَابة الكبرى ابنة الحارث بن حَزْن بن البُجير بن الهُزَم بن رُؤَيْبَة بن عبد الله بن هلال بن عامر بن صعصعة بن معاوية بن بكر بن هوازن بن منصور بن عِكْرِمَة بن خَصفة بن قَيْس بن عَيْلان بن مُضَر.
وهي أخت ميمونة بنت الحارث (ت 51 هـ) زوجة الرسول محمد وكان زوجها منه عام 7 هـ، وأيضاً أخت أم المؤمنين وزوجة الرسول زينب بنت خزيمة (ت 4 هـ)، وهي أخت الصحابية لبابة الصغرى والدة خالد بن الوليد وهي أخت الصحابية المهاجرة أسماء بنت عميس التي تزوجت الصحابي جعفر بن أبي طالب وأنجبت منه عدة صحابة مثل عبد الله بن جعفر وعون ومحمد بن جعفر بن أبي طالب ثم تزوجت أبو بكر الصديق فأنجبت منه محمد بن أبي بكر ثم تزوجت علي بن أبي طالب وأنجبت منه يحيى ومحمد الأصغر وأيضاً هي أخت سلمى بنت عميس زوجة حمزة بن عبد المطلب.
هي التي ضربت أبا لهب بعمود، فشجته، حين رأته يضرب أبا رافع مولى الرسول، في حجرة زمزم بمكة، على أثر وقعة بدر، وكان موت أبي لهب بعد ضربة أم الفضل له بسبع ليال.

## نسبها
أُمُّ الْفَضْلِ وَهِيَ لُبَابَةُ الْكُبْرَى ابْنَةُ الْحَارِثِ بْنِ حَزْنِ بْنِ الْبُجَيْرِ بْنِ الْهُزَمِ بْنِ رُوَيْبَةَ بْنِ عَبْدِ اللَّهِ بْنِ هِلَالِ بْنِ عَامِرِ بْنِ صَعْصَعَةَ بْنِ مُعَاوِيَةَ بْنِ بَكْرِ بْنِ هَوَازِنَ بْنِ مَنْصُورِ بْنِ عِكْرِمَةَ بْنِ خَصَفَةَ بْنَ قَيْسِ بْنِ عَيْلَانَ بْنِ مُضَرَ , وَأُمُّهَا هِنْدٌ وَهِيَ خَوْلَةُ بِنْتُ عَوْفِ بْنِ زُهَيْرِ بْنِ الْحَارِثِ بْنِ حَمَاطَةَ بْنِ ذِي حُلَيْلٍ مِنْ جُرَشٍ وَهَمَّ إِلَى حِمْيَرَ

## إسلامها
. يقال: إنها أول امرأة أسلمت بعد خديجة، وكان النبي صَلَّى الله عليه وسلم يزورها ويَقِيلُ عندها. وكانت من المنجبات، ولدت للعباس ستة رجال لم تلد امرأة مثلهم، ولها يقول عبد الله بن يزيد الهلالي في رجز له:
. كان النبي يزورها حين شكّ الناس في صيام النبي يوم عرفة، أرسلت له قدحا من لبن فشرب منه في هذا الموقف، فعرفوا أنه لم يكن صائما.
(قال ابْنُ سَعْدٍ: أم الفضل أول امرأة آمنت بعد خديجة، وروت عن النبي صلى الله عليه وآله وسلم. روى عنها ابناها: عبد الله، وتمام؛ وعمير بن الحارث مولاها، وكريب مولى ابنها، وعبد الله بن عباس، وعبد الله بن الحارث بن نوفل، وآخرون.
أخرج الزبير بن بكارٍ وغيره من طريق إبراهيم بن عقبة عن كريب عن بن عباس عن النبي صلى الله عليه وسلم: «الأخوات الأربع مؤمناتٌ: أم الفضل وميمونة وأسماء وسلمى». انتهى. فأما ميمونة فهي أم المؤمنين وهي شقيقة أم الفضل وأما أسماء وسلمى فأختاهما من أبيهما وهما بنتا عميس الخثعمية.

## وفاتها
توفيت نحو 30 هـ الموافق لـ 650م.قال ابْنُ حِبَّانَ: ماتت في خلافة عثمان قبل زوجها العباس.